# Rakad Salem
Rakad Mahmoud Salameh Salem, auch Abu Mahmoud (* 1944 in Kabri bei Acre) ist ein irakisch-palästinensischer Politiker.
Salem ist Lehrer, verheiratet mit Umm Mahmoud, und war seit 1960 Mitglied der irakischen Baathpartei. Er war langjähriger Generalsekretär der Arab Liberation Front (ALF, Teil der PLO) und zugleich der irakischen Baathpartei, in der die ALF die Mehrzahl der 40.000 Palästinenser des Irak vertrat. Weiter war er Chefredakteur des Monatsmagazins der Bewegung, Sawt al-Jamahir (arabisch: Stimme der Massen), die seit 2003 wahrscheinlich nicht mehr erscheint. Während des Libanesischen Bürgerkrieges war Salem Kommandeur des militärischen Teils der ALF im Libanon. Er ist irakischer Staatsbürger und lebte seit 1996 in Bir Zeit (West Bank).
Am 12. November 2001 wurde er verhaftet und wegen „Planung und Finanzierung des Terrorismus“ angeklagt. Die Dokumente der Staatsanwaltschaft brachte der Aman bei einer israelischen Militäraktion am 25. Juni 2002 aus den Hauptquartieren der ALF und der Irakischen Baathpartei in Ramallah (Ramoun Building) mit. Die „Operation Defensive Shield“ vom April 2002 ergab weiteres Material.
Danach hatte Salem unter anderem über die Cairo-Amman Bank (als Vermittler der Western Union in Jordanien und den Palästinensischen Autonomiegebieten) von Oktober 2000 bis 2002 Geld von irakischen Behörden der Regierung Saddam Husseins an Familien palästinensischer Selbstmordattentäter vermittelt. Dazu bestand ein Konto bei der Hauptgeschäftsstelle der Palestine Investment Bank (PLC) in Al-Bireh bei Ramallah.
Die Dokumente belegen nicht lückenlos den Transfer. Gefunden wurde eine Bankerklärung Salems für die Cairo-Amman Bank, der eine handschriftliche Notiz, adressiert nach Bagdad, über die Verwendung der Einlagen von „Konto Nummer 1“ beilag. Nach israelischer Untersuchung war dies das Konto Salems/Parteikonto bei der PLC-Geschäftsstelle in Al-Bireh. Das Geld wurde zeitnah zu Attentatsereignissen nach Ramallah überwiesen und über die PLC in Form von Schecks an Verwandte/Vertreter der Attentäter weitergereicht. Salem selbst sagte aus, dass das Geld von der ehemals staatlichen irakischen Al Rafidain Bank zu deren Filiale nach Amman, dann an die dortige PLC-Filiale und weiter auf Rakad Salems PCL-Konto nach Al-Bireh überwiesen wurde.
Nach Überzeugung des Gerichts zeigen die Dokumente den Transfer von mindestens 9,5 Mio. US$, jedoch nicht, aus welchen Quellen es, oder ob es, wie anfangs angenommen, aus dem Öl-für-Lebensmittel-Programm der UN, stammte.
Salem ist bis mindestens 2010 im Beerscheba-Gefängnis in der Negev-Wüste inhaftiert.